# Улени (Арђеш)
Улени (рум. Uleni) насеље је у Румунији у округу Арђеш у општини Брадулец. Oпштина се налази на надморској висини од 585 m.

## Становништво
Према подацима из 2002. године у насељу је живело 176 становника, од којих су сви румунске националности.